# 7081 Ludibunda
7081 Ludibunda este un asteroid din centura principală de asteroizi.

## Descriere
7081 Ludibunda este un asteroid din centura principală de asteroizi. A fost descoperit pe 30 august 1987 la Zimmerwald de Paul Wild. El prezintă o orbită caracterizată de o semiaxă mare de 2,74 ua, o excentricitate de 0,24 și o înclinație de 6,7° în raport cu ecliptica.